# Liste der Straßen und Plätze in Berlin-Wedding

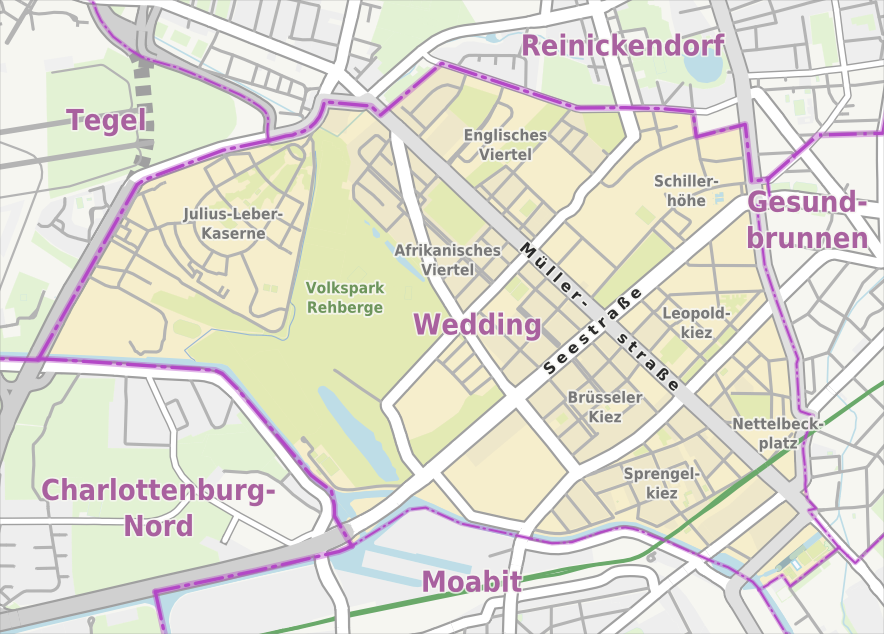
Übersichtskarte von Berlin-Wedding

Die Liste der Straßen und Plätze in Berlin-Wedding beschreibt das Straßensystem im Berliner Ortsteil Wedding mit den entsprechenden historischen Bezügen. Gleichzeitig ist diese Zusammenstellung ein Teil der Listen aller Berliner Straßen und Plätze.

## Überblick

### Straßenlagen
Die wichtigsten Straßenzüge im Ortsteil Wedding sind im Berliner Straßennetz als übergeordnete Straßenverbindung (Kategorie II) aufgenommen.
- die Seestraße als Bestandteil des Straßenrings um die Berliner Innenstadt, die die Verbindung zwischen Prenzlauer Berg, Gesundbrunnen und der Bundesautobahn 100 darstellt; im Berliner Straßennetz als übergeordnete Straßenverbindung (Kategorie II) aufgenommen
- der Straßenzug Föhrer Straße, Luxemburger Straße, Schulstraße als Verbindung zwischen Gesundbrunnen und Moabit,
- der Straßenzug Fennstraße, Reinickendorfer Straße, der sich am Nettelbeckplatz noch in die Pankstraße verzweigt, als Verbindungen nach Reinickendorf und Gesundbrunnen ist Teil der Bundesstraße 96,
- die Müllerstraße, verbindet als Verlängerung der Friedrichstraße/Chausseestraße die Berliner Innenstadt mit Reinickendorf und Tegel;
- weitere wichtige Verbindungsstraßen sind die Torfstraße, Amrumer Straße und Afrikanische Straße.

Diesen Hauptstraßen sind als regionale Straßenverbindungen Aroser Allee, Barfus-, Seller- und Transvaalstraße im Straßenentwicklungsplan (StEP) in der Bedeutung nachgeordnet. Zudem verläuft die B 96 vom Ortsteil Mitte auf dem Straßenzug Seller-/Müller-/Reinickendorfer Straße, Louise-Schroeder-Platz auf 2650 Meter durch Wedding zum Ortsteil Reinickendorf.

### Entwicklung der Straßen
Die Gegend des Bereichs Wedding war bis ins 18. Jahrhundert unbesiedelt, die einzigen Wege durch dieses Gebiet bildeten um 1800 die spätere Seestraße als Verbindung zwischen den Schlössern Charlottenburg und Schönhausen, die wahrscheinlich im frühen 18. Jahrhundert angelegt wurde, und der Ruppiner Heerweg als Verbindung zwischen Alt-Berlin und Tegel, die später den Namen Müllerstraße erhielt. Das in der Nähe des heutigen Nettelbeckplatzes liegende Vorwerk Wedding war über den Weg nach Oranienburg (Reinickendorfer Straße und Gerichtstraße) erreichbar. Die Plantagenstraße geht auf einen alten Feldweg zurück. Auch die Trift-, Tegeler- und Fennstraße bestanden schon im 18. Jahrhundert. Die Liebenwalder Straße entstand 1827 zur Erschließung der Grundstücke, die nach dem ersten Bebauungsplan für die Umgebung Berlins parzelliert wurden.
Nach der 1861 erfolgten Eingemeindung von Moabit, Wedding und Gesundbrunnen nach Berlin trat am 26. Juli 1862 der Hobrecht-Plan in Kraft, der bis 1918 die Grundlage der Stadtplanung war. Auf dem Kartenwerk erhielt der Wedding die Bezeichnung Abteilung X, 1, der Bereich Gesundbrunnen und die Rosenthaler Vorstadt wurden die Abteilungen IX und X, 2. Zunächst wurde die Gegend östlich der Seestraße bis zur Müllerstraße bebaut, Teile des Brüsseler Kiezes sowie Häuser an der Müllerstraße. Erst ab 1900 entstanden Wohn- und Fabrikgebäude westlich der Seestraße. Die Bebauung an Seestraße und Kameruner Straße und zwischen Türkenstraße und Dubliner Straße erfolgte um 1910.
Im Jahr 1915 wurde ein Teil des Gutsbezirks Plötzensee eingemeindet, sodass der Plötzensee und die Friedhöfe an der Seestraße südlich der Afrikanischen Straße seitdem zum Stadtteil Wedding gehören.
Mit der Bildung von Groß-Berlin 1920 wurden die Grenzen neu festgelegt. Sie verliefen nun am Berlin-Spandauer Schifffahrtskanal und westlich des Volksparks Rehberge. Dieser Park gehörte vollständig zum neu gegründeten Bezirk Wedding. Andererseits kam das Gebiet des Kraftwerks Moabit am Friedrich-Krause-Ufer an Moabit. In den 1920er und 1930er Jahren entstanden das Afrikanische Viertel und die Siedlung Schillerpark. Der Brüsseler Kiez wurde 1930 mit der Wohnanlage Ostender Straße fertiggestellt.
Eine weitere Grenzkorrektur fand 1938 statt, bei der das Gebiet östlich des Tegeler Wegs/Spandauer Wegs (seit 1954 Kurt-Schumacher-Damm) und Teile südlich der Holländer Straße an Wedding kamen. In den 1950er Jahren wurde das Laubengelände östlich des Schillerparks mit der Siedlung „Schillerhöhe“ bebaut, wobei eine Abweichung von der ursprünglichen Hobrechtschen Planung erfolgte.
Mit der Neugestaltung der Luxemburger Straße beim Bau der U-Bahn-Linie 9 entstand dort von 1960 bis 1964 das Gebäude der Staatlichen Ingenieurschule Gauß und 1973 bis 1976 das Haus Grashof der Abteilung Bauwesen der Technischen Fachhochschule.
Der Wedding hat 86.796 Einwohner (Stand: 31. Dezember 2024) und umfasst die Postleitzahlenbereiche 13347, 13349, 13351, 13353 und 13407. Einige Ortslagen wie der Brüsseler Kiez, der Sprengelkiez oder die Friedrich-Ebert-Siedlung haben eigene Artikel.

### Straßennamen
Im Jahr 1888 entschied der Magistrat von Berlin anlässlich des 200. Geburtstags von Friedrich Wilhelm I., der als Kronprinz in den Niederlanden seine Feuertaufe erhalten hatte, eine Anzahl Weddinger Straßen nach Ereignissen und Persönlichkeiten des Spanischen Erbfolgekriegs (1701–1714) zu benennen (Amsterdamer, Turiner und Utrechter Straße, Leopoldplatz und Malplaquetstraße).
Nördlich der Müllerstraße erinnert die Prinz-Eugen-Straße an die Türkenkriege, ebenso die Ungarn-, Türken, Barfus- und Ofener Straße. Für alle weiteren Straßen nördlich der Müllerstraße wurden anlässlich des Staatsbesuchs des britischen Königs Eduard VII. im Jahr 1909 englische, schottische und irische Ortsnamen gewählt.
Dem Englischen Viertel liegt das Afrikanische Viertel gegenüber. Kameruner Straße und Togostraße waren 1899 die ersten Straßennamen, die sich auf deutsche Kolonien in Afrika beziehen. Die anderen Straßen wurden nach Landschaften und Städten in diesen und anderen Kolonien benannt. Auch Personen der deutschen Kolonialgeschichte standen Pate.
Südlich der Müllerstraße wurden belgische Straßennamen vergeben (Brüsseler, Ostender, Antwerpener und Luxemburger Straße). Am Nordufer verweisen Pekinger Platz, Samoa- und Kiautschoustraße auf den deutschen Kolonialismus in Asien und Ozeanien.
Am Ende des 19. Jahrhunderts vergab die Stadt Berlin schwedische und norwegische Straßennamen wie Drontheimer Straße und Stockholmer Straße. Christianastraße (seit 1938 Osloer Straße) und Oskarplatz (seit 1958 Louise-Schroeder-Platz) erhielten ihre Namen anlässlich des Besuchs des schwedischen Königs Oskar II. 1905 in Berlin.

## Übersicht der Straßen und Plätze
Die nachfolgende Tabelle gibt eine Übersicht über die vorhandenen Straßen und Plätze im Ortsteil sowie einige dazugehörige Informationen.
- Name/Lage: aktuelle Bezeichnung der Straße oder des Platzes. Über den Link Lage kann die Straße oder der Platz auf verschiedenen Kartendiensten angezeigt werden. Die Geoposition gibt die Lage der ungefähren Mitte der Straßenlänge an.
- Im amtlichen Straßenverzeichnis nicht aufgeführte Verkehrswege sind mit * gekennzeichnet.
- Ehemalige oder nicht mehr gültige Straßennamen sind kursiv gesetzt. Für bedeutende ehemalige Straßen oder historische Straßennamen ist gegebenenfalls eine gesonderte Liste vorhanden.
- Länge/Maße in Metern:
Die in der Übersicht enthaltenen Längenangaben sind  gerundete Übersichtswerte, die in Google Earth mit dem dortigen Maßstab ermittelt wurden. Sie dienen Vergleichszwecken und werden, sofern amtliche Werte bekannt sind, ausgetauscht und gesondert gekennzeichnet.
Bei Plätzen sind die Maße in der Form a × b für rechteckige Anlagen und für (ungefähr) dreieckige Anlagen als a × b × c mit a als längster Seite angegeben.
Sofern die Straße auch in benachbarte Ortsteile weiterführt, gibt der Zusatz ‚im Ortsteil‘ an, wie lang der Straßenabschnitt innerhalb des Ortsteils dieses Artikels ist.
- Namensherkunft: Ursprung oder Bezug des Namens.
- Anmerkungen: weitere Informationen über anliegende Baudenkmale oder Institutionen, die Geschichte der Straße und historische Bezeichnungen.
- Bild: Foto der Straße oder eines anliegenden Objektes.

| Name/Lage                          | Länge/Maße (in Metern)               | Namensherkunft | Datum der Benennung | Anmerkungen | Bild |
| ---------------------------------- | ------------------------------------ | --- | ------------------- | --- | --- |
| Adolfstraße (Lage)                 | 0370                                 | Adolf, männlicher Vorname | 22. Sep. 1872       | Bei Neuanlage trug sie den Namen Straße 53, Abt. X/1 des Bebauungsplans. Sie verläuft von der Gerichtstraße zur Schererstraße und geht dort in die Maxstraße über. | Adolfstraße |
| Afrikanische Straße (Lage)         | 1800                                 | Afrika, Kontinent | 15. Sep. 1906       | Sie entstand als Straße 20a, Abt. X/1 des Bebauungsplans. Die Afrikanische Straße verbindet die Müllerstraße mit der Seestraße und führt durch das Afrikanische Viertel mit der Wohnanlage von Ludwig Mies van der Rohe zwischen Sambesi- und Tangastraße sowie den beiden Komplexen der Friedrich-Ebert-Siedlung. Die Wohnanlage Sansibarstraße von 1929 ist ebenfalls ein gelistetes Baudenkmal. | Afrikanische Straße · Afrikanische Straße                                                                                   |
| Allée du Stade (Lage)              | 0700                                 | Stade Napoléon, ein ehemaliger Sportplatz der französischen Streitkräfte | um 1983             | Die Allée du Stade verbindet die Cités Joffre und Pasteur mit dem Sportplatz des ehemaligen Quartier Napoléon (Stade Napoléon), der heutigen Julius-Leber-Kaserne. Sie dient als Zufahrt zu den Parkplätzen des Zentralen Festplatzes. | Stade Napoleon |
| Am Festplatz (Lage)                | 0130                                 | Zufahrt zum Zentralen Festplatz von Berlin | 25. Apr. 2006       | Zufahrt zum Zentralen Festplatz. Die Benennung erfolgte erst mit der neuen Standortfestlegung des Festplatzes und ermöglicht eine bessere Orientierung auch für Ortsunkundige. Der kurze Verkehrsweg ist die Zufahrt zu den Parkplätzen des Zentralen Festplatzes und hat eine Haltestelle für Busse und Taxis. | Am Festplatz |
| Am Nordhafen (Lage)                | 0230                                 | ehemaliger Nordhafen des Berlin-Spandauer Schifffahrtskanals | 1856                | Die Straße existierte bereits ab 1856 nördlich der Sellerstraße im Bezirk Wedding. Am 28. November 1900 erhielt der Platz A, Abt. X/1 des Bebauungsplans im damaligen Bezirk Tiergarten zwischen Heidestraße und Kieler Brücke ebenfalls diesen Namen. 1971 wurde die Straße in Tiergarten durch den Neubau der Nordhafenbrücke und der dazugehörenden Rampen eingezogen. Der Straßenteil im Ortsteil Wedding war bis 2015 für Kraftfahrzeuge befahrbar. Nach der privaten Umwidmung wurde die Straße 2016 als Teil des neu angelegten Nordhafenparks unter Ausschluss des Kfz-Verkehrs wieder öffentlich zugänglich gemacht. Sie verbindet die Sellerstraße mit der Fennstraße. | Am Nordhafen |
| Amrumer Straße (Lage)              | 0560                                 | Amrum, deutsche Nordseeinsel | 10. Apr. 1899       | Sie wurde als Straße 88, Abt. X/1 des Bebauungsplans angelegt und verbindet als Verlängerung der Afrikanischen Straße die Seestraße mit der Föhrer Straße. Auf der Südwestseite befindet sich das Rudolf-Virchow-Krankenhaus. An der Nordostseite stehen die Baudenkmale Wohnanlage Ostender Straße und Institut für Zuckerindustrie, das derzeit durch das Deutsche Herzzentrum Berlin genutzt wird, nachdem das Zuckermuseum ausgezogen ist. Auf der Westseite der Straße wurde, mit einem möglichen Baubeginn im Jahr 2019, die Einrichtung eines durch Poller geschützten Radweges angekündigt. | Ehemaliges Zuckermuseum in der Amrumer Straße · Wohnanlage Amrumer Straße                                                   |
| Amsterdamer Straße (Lage)          | 0360                                 | Amsterdam, Hauptstadt der Niederlande | 4. Juli 1904        | Bei ihrer Anlage war sie die Straße 42, Abt. X/1 des Bebauungsplans. Die Straße verbindet die Müllerstraße mit der Malplaquetstraße. Das Eckhaus Amsterdamer Straße 17/17a und Turiner Straße 42–44 ist ein gelistetes Baudenkmal. | Amsterdamer Straße |
| An der Kieler Brücke (Lage)        | 090 (im Ortsteil)                    | Kieler Brücke, die hier über den Berlin-Spandauer Schifffahrtskanal führt | 1. März 2013        | Die Erschließungsstraße für die neu angelegte Wohnsiedlung war ursprünglich Teil der Kieler Straße (Nr. 20–30) und der Scharnhorststraße. Durch die Umwidmung des Mittelteils der Kieler Straße als Uferpromenade und Teil des Berliner Mauerwegs wurden beide Teilstücke der Kieler Straße als eigenständige Straßen wahrgenommen. Daher wurde das Teilstück in „An der Kieler Brücke“ umbenannt. Das Straßenland zwischen der Uferpromenade und ehemaliger Scharnhorststraße liegt im Ortsteil Wedding, die Grundstücke gehören zum Ortsteil Berlin-Mitte. | Berlin-Wedding An der Kieler Brücke                                                                                         |
| Anna-Mungunda-Allee (Lage)         | 0190                                 | Anna Mungunda (1932–1959), namibische Unabhängigkeitsaktivistin | 23. Aug. 2024       | Sie verläuft von der Müllerstraße bis zum Manga-Bell-Platz und entstand aus der Umbenennung des nordöstlichen Abschnitts der Petersallee. | |
| Antonstraße (Lage)                 | 0480                                 | Anton, männlicher Vorname | 18. Sep. 1871       | Sie entstand als Straße 50, Abt. X/1 des Bebauungsplans und verbindet die Müllerstraße mit der Maxstraße. Die beiden hier gelegenen Schulgebäude sind gelistete Baudenkmale. | Antonstraße |
| Antwerpener Straße (Lage)          | 0480                                 | Antwerpen, Hafenstadt in Belgien | 15. Sep. 1906       | Sie verbindet die Seestraße mit der Ostender Straße und dem Zeppelinplatz. Angelegt wurde sie als Straße 16, Abt. X/1 des Bebauungsplans. Ursprünglich führte sie bis zur Triftstraße, in der Karte aus den 1950er Jahren ist sie bereits bis zur Limburger Straße verkürzt. | Antwerpener Straße |
| Armenische Straße (Lage)           | 0310                                 | Armenien, Staat in Vorderasien | 9. Aug. 1929        | Durch Bauarbeiten in der Siedlung „Schillerhöhe“ in den 1950er Jahren wurde die Trassenführung der Armenischen Straße fast völlig verändert, deshalb wurde sie am 8. März 1957 nochmals benannt. Vorher war es die Straße 35b des Bebauungsplans. | Armenische Straße |
| Aroser Allee (Lage)                | 0240 (im Ortsteil)                   | Arosa, Ort im Kanton Graubünden in der Schweiz | 10. Apr. 1931       | Der nördliche Abschnitt der Straße liegt im Ortsteil Reinickendorf und bildet eine Achse der Weißen Stadt. Von 1909 bis 1929 hieß sie Schillerpromenade (siehe Bild von 1906), von 1929 bis 1931 Greulichpromenade nach dem Schweizer Politiker Hermann Greulich (1842–1925). | Postkarte Berlin-Wedding · Aroser Allee Schillerhöfe                                                                        |
| Augustenburger Platz (Lage)        | 0110 × 80 (Dreiecksform)             | Augustenburg, Stadt in Dänemark | 9. Jan. 1901        | Vorher waren es Platz A3 und Straße 15a, Abt. X/1 des Bebauungsplans. Hier befindet sich der Eingang zum Rudolf-Virchow-Krankenhaus. | Augustenburger Platz Eingang zum Rudolf-Virchow-Krankenhaus                                                                 |
| Barfusstraße (Lage)                | 0910                                 | Hans Albrecht von Barfus (1635–1704), brandenburgisch-preußischer Generalfeldmarschall | 8. März 1894        | Vorher war es die Straße 46, Abt. X/1 des Bebauungsplans. Ihre Verlängerung, die Thuner Straße, wurde am 28. April 1932 ebenfalls in Barfusstraße umbenannt. Dieser Teil der Barfusstraße – er ist noch vor 1938 wieder eingezogen worden – war die Weiterführung der Barfusstraße bis Vierwaldstädter Weg in Reinickendorf. Sie verbindet die Müllerstraße mit der Aroser Allee. Die Kapelle auf dem St. Johannes-Evangelist-Kirchhof ist ein gelistetes Baudenkmal. Nördlich der Edinburger Straße führt die Barfusstraße durch den Schillerpark. | Barfusstraße |
| Belfaster Straße (Lage)            | 0540                                 | Belfast, Hauptstadt von Nordirland | 9. Aug. 1929        | Bei ihrer Anlage war sie die Straße 89, Abt. X des Bebauungsplans. Sie verbindet die Müllerstraße mit der Holländerstraße. | Belfaster Straße |
| Brienzer Straße (Lage)             | 0330 (im Ortsteil)                   | Brienz, Ort im Kanton Bern in der Schweiz | um 1909             | Ursprünglich war sie ein Teil der Hennigsdorfer Straße, die zwischen Schäfersee und Maxstraße verlief, wurde zwischen 1907 und 1910 im Abschnitt zwischen Schäfersee und Walderseestraße in Brienzer Straße umbenannt. Am 11. März 1937 wurde der Teil der Hennigsdorfer Straße bis zur Seestraße in die Brienzer Straße einbezogen. Der nördliche Abschnitt der Straße liegt im Ortsteil Reinickendorf. In der Brienzer Straße 22 befindet sich das Gemeindezentrum der Kapernaum-Gemeinde. | Brienzer Straße |
| Bristolstraße (Lage)               | 0390                                 | Bristol, Hafenstadt in England | 1. Sep. 1926        | Die Bristolstraße verbindet die Dubliner Straße mit der Barfusstraße. Die an der Nordseite gelegene Siedlung Schillerpark von Bruno Taut gehört zum UNESCO-Welterbe. An der Südseite befindet sich der Schillerpark. | Bristolstraße |
| Brüsseler Straße (Lage)            | 0720                                 | Brüssel, Hauptstadt von Belgien | 15. Sep. 1906       | Sie wurde als Straße 19a, Abt. X/1 des Bebauungsplans angelegt. Die Brüsseler Straße verläuft parallel zur Seestraße von der Amrumer Straße am Rudolf-Virchow-Krankenhaus zur Müllerstraße. Im Haus Nr. 21 befindet sich das Anti-Kriegs-Museum. Das heutige Wohnhaus Nr. 32 wurde 1928 als Stromversorgungsstützpunkt Zeppelin von der Bewag errichtet und ist ein gelistetes Baudenkmal. | Brüsseler Straße |
| Buchstraße (Lage)                  | 0200                                 | Leopold von Buch (1774–1853), Geologe | 8. März 1892        | Sie war ursprünglich die Straße 12a, Abt. X/1 des Bebauungsplans und verbindet die Föhrer Straße mit dem Nordufer. Das Wohnhaus Nr. 3 ist ein gelistetes Baudenkmal. | Buchstraße |
| Burgsdorfstraße (Lage)             | 0270                                 | Konrad von Burgsdorff (1595–1652), kurbrandenburgischer Staatsmann | 2. Apr. 1891        | Angelegt wurde sie als Straße 6, Abt. X/1 des Bebauungsplans. Sie verbindet die Müllerstraße mit dem Sparrplatz. Hier steht das Prime Time Theater. | Burgsdorfstraße |
| Cambridger Straße (Lage)           | 0390                                 | Cambridge, Universitätsstadt in England | 6. Okt. 1958        | Die Straße entstand beim Bau der Siedlung im Englischen Viertel. Sie verläuft leicht bogenförmig und verbindet die Greenwicher Straße mit der Belfaster Straße. | Cambridger Straße, landendes Flugzeug                                                                                       |
| Carl-Leid-Weg (Lage)               | 0560                                 | Karl Leid (1867–1935), Kommunalpolitiker und Bezirksbürgermeister von Wedding | nach 1935           | Der Parkweg liegt im Volkspark Rehberge und ist keine gewidmete Straße. Bemerkenswert ist der 1987 wiedererrichtete Rathenaubrunnen. | Carl-Leid-Weg |
| Charles-Corcelle-Ring (Lage)       | 2450                                 | Charles Corcelle (1907–1993), französischer Politiker, Träger der Ernst-Reuter-Medaille | 1. Dez. 2000        | Die Straße begrenzt die Julius-Leber-Kaserne an der Süd- und Ostseite. Ihr erster Name lautete Allee Camille St. Saëns. Sie liegt in der Cité Joffre, die bis zum Abzug der französischen Truppen von französischen Militärangehörigen bewohnt war. Charles Corcelle war lange Zeit französischer Verbindungsoffizier im Rathaus Schöneberg. | Charles-Corcelle-Ring |
| Chausseestraße (Lage)              | 0260 (im Ortsteil)                   | Chaussee, früher übliche Bezeichnung für eine befestigte Landstraße | um 1800             | Die Chausseestraße war Teil der Landstraße von Berlin nach Oranienburg. Zu Wedding gehören nur die Hausnummern 76–83. Die Hausnummern 67–75 liegen in Gesundbrunnen. Der größte Teil der Straße befindet sich im Ortsteil Mitte. | Chausseestraße |
| Corker Straße (Lage)               | 0390                                 | Cork, Stadt in Irland | 9. Aug. 1929        | Vorher war sie die Straße 40b des Bebauungsplans. Am 13. November 1954 wurde auch ihre Verlängerung, die Straße 37, so genannt. Die Straße liegt im Englischen Viertel und führt durch die Siedlung Schillerpark. | Corker Straße |
| Cornelius-Fredericks-Str. (Lage)   | 0870                                 | Cornelius Fredericks (1864–1907), einer der Anführer beim Aufstand der Nama gegen die deutsche Kolonialbesatzung                                                                                  | 17. Nov. 2022       | Die Straße verläuft von der Seestraße bis zur Otawistraße. Sie wurde als Straße 27a, Abt. X/1 des Bebauungsplans angelegt und am 23. August 1902 als Lüderitzstraße benannt. Am 23. September 1938 wurde der Teil zwischen Afrikanischer Straße und Petersallee aufgrund der Veränderung der Fluchtlinie als Name gelöscht. Nach einem Beschluss der Bezirksverordnetenversammlung Berlin-Mitte vom April 2018 wurde die Lüderitzstraße im Dezember 2022 in Cornelius-Frederiks-Straße umbenannt und ein medial beachteter Schilderwechsel vorgenommen. | Cornelius-Fredericks-Straße                                                                                                 |
| Damarastraße (Lage)                | 0210                                 | Damaraland, Siedlungsgebiet der Damara in Namibia | 6. Aug. 1937        | Zuvor war sie die Straße 26c des Bebauungsplans. Sie erschließt die Friedrich-Ebert-Siedlung im Afrikanischen Viertel. | Damarastraße |
| Dohnagestell (Lage)                | 1210                                 | Dohna, aus Sachsen stammendes Adelsgeschlecht | vor 1910            | Die Straße verläuft von der Seestraße zur Transvaalstraße als Fahrstraße und setzt sich dann als Fußweg zwischen dem Volkspark Rehberge und den südlich liegenden Friedhöfen bis zum Charles-Corcelle-Ring fort. Zwischen See- und Transvaalstraße liegt das 1937 als Hitlerjugend-Heim errichtete Gebäude, das seit den späten 1990er Jahren als Begegnungsstätte der Lebenshilfe Deutschland benutzt wird. | Ehemaliges Haus der Jugend · Dohnagestell                                                                                   |
| Dualastraße (Lage)                 | 0220                                 | Douala, Stadt in Kamerun | 6. Juli 1927        | Zuerst war sie die Straße 111 des Bebauungsplans. Der mit Wohnhäusern bebaute Verkehrsweg verbindet die Afrikanische Straße mit der Senegalstraße im Afrikanischen Viertel. | Dualastraße |
| Dubliner Straße (Lage)             | 0790                                 | Dublin, Hauptstadt von Irland | 1. Juni 1910        | Zuerst war sie die Straße 86 und Straße 86a, Abt. X/1 des Bebauungsplans. Am 13. Mai 1929 erhielt ein weiterer Abschnitt der Dubliner Straße, vorher Straße 86d, Abt. X/1, diese Bezeichnung. Sie verläuft von der Müllerstraße zur Holländerstraße im Englischen Viertel. Die südlich der Edinburger Straße liegende Wohnanlage der DeGeWo von 1930 ist ein gelistetes Baudenkmal. | Dubliner Straße |
| Eckernförder Platz (Lage)          | 0380 × 150 (Dreiecksform)            | Eckernförde, Stadt im Kreis Rendsburg-Eckernförde in Schleswig-Holstein | 9. Jan. 1901        | Angelegt wurde er als Platz A2, Abt. XI des Bebauungsplans. Er liegt zwischen Seestraße, Sylter Straße und Nordufer, das hier als Fußweg am Kanalufer verläuft. Ein Teil des Platzes wird von der Wendeschleife der Straßenbahn beansprucht. | Eckernförder Platz |
| Edinburger Straße (Lage)           | 0920                                 | Edinburgh, Hauptstadt von Schottland | 1. Juni 1910        | Die Straße entstand als Straße 30 und Straße 31, Abt. X/1 des Bebauungsplans. Sie führt von der Ungarnstraße an der Südseite des Schillerparks bis zur Londoner Straße. Der Teil zwischen Liverpooler Straße und Londoner Straße ist ein Fußweg über die dort liegenden Friedhöfe. Zwischen Türken- und Ungarnstraße befindet sich die Hauptwerkstatt Seestraße der U-Bahn und die Berufsfeuerwache Schillerpark. | Feuerwehrwache Schillerpark                                                                                                 |
| Elise-und-Otto-Hampel-Weg (Lage)   | 0170                                 | Benannt nach Elise und Otto Hampel | 23. März 2018       | Abschnitt der Limburger Straße zwischen Genter- und Müllerstraße, der als Fußgängerweg an der Rathauskantine vorbeiführt. | Elise-und-Otto-Hampel-Weg Straßenschild · Elise-und-Otto-Hampel-Weg am Rathaus Wedding                                      |
| Fehmarner Straße (Lage)            | 0270                                 | Fehmarn, deutsche Ostseeinsel | 9. Jan. 1901        | Bei ihrer Anlage hieß der Verkehrsweg nach dem Bebauungsplan Straße 12b, Abt. X/1. 1901 wurde die Straße, die das Nordufer mit der Föhrer Straße verbindet, in Fehmarner Straße umbenannt. | Fehmarner Straße |
| Fennstraße (Lage)                  | 0730                                 | Fenn, im niederdeutschen Raum eine morastig-sumpfige Niederung oder ein Moor | 1827                | Die Straße entstand bereits 1827 bei der Parzellierung des Weddings und führte durch sumpfiges Gebiet. Als Verlängerung der Perleberger Straße ist sie eine wichtige Nord-Süd-Verbindung. Die Straße führt durch das Betriebsgelände der Schering AG, auf dem sich das als Museum und Forschungseinrichtung genutzte „Comptoir- und Magazingebäude und Hauptlabor“ befindet. | Schering-Gebäude in der Fennstraße                                                                                          |
| Föhrer Straße (Lage)               | 0470                                 | Föhr, deutsche Nordseeinsel | 4. Aug. 1897        | Sie wurde als Straße 12, Abt. XI des Bebauungsplans angelegt und verbindet über die Föhrer Brücke den Ortsteil Moabit. An der westlichen Seite befinden sich die Bauten des Rudolf-Virchow-Krankenhauses und an der Ostseite das Robert Koch-Institut. | Berlin-Wedding Föhrer Straße · Berlin-Wedding Föhrer Straße                                                                 |
| Franziska-Bereit-Platz (Lage)      |                                      | Franziska Bereit (1888–1958), versteckte während des Zweiten Weltkriegs Mitglieder einer jüdischen Familie in ihrer Einzimmerwohnung in der Malplaquetstraße 38 und rettete ihnen damit das Leben | 1. Okt. 2025        | Der Platz liegt an der Ecke Malplaquetstraße / Utrechter Straße. | |
| Frauenfelder Weg (Lage)            | 0280                                 | Frauenfeld, Gemeinde und der Hauptort des Schweizer Kantons Thurgau | 6. März 1957        | Die Straße entstand im Zuge der Neubaugebiete Schillerhöhe. Sie verläuft von der Brienzer Straße zur Makrstraße, wo sie in einem Nebenarm der Markstraße übergeht. | Frauenfelder Weg |
| Genter Straße (Lage)               | 0840                                 | Gent, Hauptstadt der belgischen Provinz Ostflandern | 15. Sep. 1906       | Angelegt wurde sie als Straße 17, Abt. X/1 des Bebauungsplans. Von 1933 bis 1974 hieß sie Fritz-Schulz-Straße nach einem Anhänger der NS-Bewegung, der hier bei einer politischen Auseinandersetzung starb. Die Genter Straße verläuft parallel zur Müllerstraße von der Triftstraße bis zur Seestraße. | Genter Straße |
| Gerichtstraße (Lage)               | 0490 (im Ortsteil)                   | Hochgericht, das sich im 18. und 19. Jhd. dort befand | 1827                | Bei der Parzellierung der Wedding-Ländereien wurde der Weg neu angelegt und erinnert mit seinem Namen an Ortsgeschichte. Auf einer Landkarte von 1827 war die Straße bereits namentlich eingezeichnet. Der östliche Abschnitt der Straße verläuft im Ortsteil Gesundbrunnen. Mittels einer Brücke wird die Panke überquert. Die Straße ist vor dem Urnenfriedhof Gerichtstraße geteilt, sodass kein Durchgangsverkehr mehr möglich ist. Auf dem Friedhof befindet sich das erste Krematorium Berlins von 1910. Das ehemalige Postamt N65 ist ebenfalls ein gelistetes Baudenkmal. | Postamt 65 · Eingang zum Urnenfriedhof                                                                                      |
| Ghanastraße (Lage)                 | 0340                                 | Ghana, Staat in Westafrika | 8. Okt. 1958        | Sie entstand als Straße 21 und Straße 21c des Bebauungsplans im Rahmen der der weiteren Neubebauung im Afrikanischen Viertel als bisher letzte nach einem afrikanischen Staat benannte Straße. Anlass war der Staatsbesuch des ghanaischen Staatsoberhauptes Kwame Nkrumah 1958 in Berlin. | Ghanastraße |
| Glasgower Straße (Lage)            | 0470                                 | Glasgow, Hafenstadt in Schottland | 1. Juni 1910        | Bei ihrer Anlage war sie die Straße 30a, Abt. X/1 des Bebauungsplans. Sie verläuft von der Barfusstraße zur Liverpooler Straße. Die Wohnanlage ist ein gelistetes Baudenkmal. | Glasgower Straße |
| Greenwicher Straße (Lage)          | 0210                                 | Greenwich, Stadtteil von London | 8. Okt. 1958        | Die Straße entstand im Rahmen eines Neubauprojekts in den 1950er Jahren. Sie geht von der Belfaster Straße als Stichstraße ab. | Greenwicher Straße |
| Groninger Straße (Lage)            | 0460                                 | Groningen, Hauptstadt der Provinz Groningen in den Niederlanden | 31. Juli 1947       | Vorher war sie Teil der Straße 39, Abt. X/1 des Bebauungsplans. Von 1876 bis 1937 bildete sie einen Abschnitt der Hennigsdorfer Straße, von 1937 bis 1947 der Utrechter Straße. Hier steht das ehemalige Osram-Werk B. | Osram Werk B Groninger Straße · Groninger Straße                                                                            |
| Guineastraße (Lage)                | 0550                                 | Guinea, Staat in Westafrika | 5. Sep. 1903        | Bei ihrer Anlage war sie die Straße 25a, Abt. X/1 des Bebauungsplans. Sie verläuft von der Transvaalstraße zur Seestraße. Der hier vorhandene Schulkomplex ist ein gelistetes Baudenkmal. | Guineastraße |
| Gustave-Courbet-Straße (Lage)      | 0400                                 | Gustave Courbet (1819–1877), französischer Maler des Realismus | 1. Dez. 2000        | Die vorherigen Namen waren Rue François Voltaire (1956–2000) und Rue Gustave Courbet (1956–2000), die am 1. Dezember 2000 zur Gustave-Courbet-Straße zusammengefasst wurden. Sie liegt in der Cité Joffre, die bis zum Abzug der französischen Truppen von ihren Angehörigen bewohnt war. | Gustave-Courbet-Straße |
| Hans-Schomburgk-Promenade * (Lage) | 1280                                 | Hans Schomburgk (1880–1967), Afrikaforscher und Tierfilmer | nach 1995           | Die Hans-Schomburgk-Promenade ist ein rund um den Plötzensee führender Fußweg und keine gewidmete Straße. | Hans-Schomburgk-Promenade                                                                                                   |
| Hochstädter Straße (Lage)          | 0270                                 | Höchstädt an der Donau Stadt in Bayern und Ort zweier Schlachten im Spanischen Erbfolgekrieg | 18. Jan. 1892       | Bei ihrer Anlage war sie die Straße 49, Abt. X/1 des Bebauungsplans. Sie verbindet als Verlängerung der Nazarethkirchstraße die Maxstraße mit der Liebenwalder Straße. | Hochstädter Straße |
| Holländerstraße (Lage)             | 1590 (im Ortsteil)                   | Holländer, Bezeichnung für einen Trog bei der Papierherstellung | 10. Apr. 1861       | Die Straße, die sich in der Nähe der Holz- und der Papierstraße in Gesundbrunnen befindet, erhielt vermutlich im Zusammenhang mit der in der Papierstraße 1839 noch arbeitenden Papiermühle ihre Bezeichnung. Das Straßenland und die Nordseite der Straße liegen im Ortsteil Reinickendorf, zu dem sie von der Gotthardstraße bis zur Brienzer Straße die Grenze bildet. | Holländerstraße |
| Indische Straße (Lage)             | 0220                                 | Indien, Staat in Südasien | 26. Juli 1927       | Bei ihrer Anlage war sie die Straße 32b des Bebauungsplans. Am 10. April 1931 wurde ihre Verlängerung zwischen Seestraße und Oudenarder Straße ebenso benannt. Am 10. März 1995 wurde dieser Teil bei Anlage des Wilhelm-Hasenclever-Platzes in Oudenarder Straße umbenannt. | Indische Straße |
| Iranische Straße (Lage)            | 0240 (im Ortsteil)                   | Iran, Staat in Vorderasien | 27. Sep. 1935       | Bei der Separation der Weddinger Felder im Jahr 1827 erhielt der gesamte Abschnitt zwischen Seestraße und Badstraße den Namen Exerzierstraße. Am 8. Dezember 1934 wurde der Teil zwischen Seestraße und Schulstraße unter der Bezeichnung Persische Straße, nach dem Staat Persien, abgetrennt. 1934 nahm das Land aber offiziell den Namen Iran an und so erfolgte 1935 die Umbenennung in Iranische Straße. Der Teil zwischen Reinickendorfer Straße und Seestraße verläuft als Fußweg vor dem ehemaligen Kinderkrankenhaus und wurde in den 1960er Jahren als Straße entwidmet. Der Teil zwischen Reinickendorfer Straße und Exerzierstraße ist verkehrsberuhigt und liegt im Ortsteil Gesundbrunnen. | Iranische Straße |
| Kameruner Straße (Lage)            | 0690                                 | Kamerun, Staat in Zentralafrika und ehemalige deutsche Kolonie | 30. Apr. 1899       | Sie wurde als Straße 25, Abt. X/1 des Bebauungsplans angelegt und verbindet die Müllerstraße mit der Afrikanischen Straße. | Kameruner Straße |
| Kapweg (Lage)                      | 0250                                 | Kap der Guten Hoffnung, Landvorsprung in Südafrika | 30. Mai 1953        | Von 1887 bis 1953 war sie Teil des Spandauer Wegs (heute: Kurt-Schumacher-Damm). Straßenland und Nordseite der Straße liegen im Ortsteil Reinickendorf. Der Kapweg und die zu Reinickendorf gehörende Scharnweberstraße sind durch das Einkaufszentrum Clou geprägt. | Kapweg |
| Kiautschoustraße (Lage)            | 0350                                 | Kiautschou, ehemalige deutsche Kolonie in China | 13. Sep. 1905       | Angelegt als Straße 7b, Abt. X/1 des Bebauungsplans verbindet sie die Tegeler Straße mit der Torfstraße. Der Teil am Pekinger Platz ist verkehrsberuhigt. | Kiautschoustraße |
| Kongostraße (Lage)                 | 0470                                 | Kongo, Staat in Zentralafrika und ehemalige belgische Kolonie | 19. Dez. 1912       | Der vorherige Name war Straße 24a, Abt. X/1 des Bebauungsplans. Sie führt von der Müllerstraße zur Guineastraße, wobei der Teil zwischen Togo- und Guineastraße lediglich ein Fußweg ist. Die Benennung spielte auf die Ausweitung der deutschen Kolonie Kamerun bis an den Kongo-Fluss durch den Marokko-Kongo-Vertrag von 1911 an. | Kongostraße |
| Kurt-Schumacher-Damm (Lage)        | 1870 (im Ortsteil)                   | Kurt Schumacher (1895–1952), SPD-Vorsitzender und Widerstandskämpfer | 7. Nov. 1953        | Das Straßenland und die Nordseite der Straße liegen in den Ortsteilen Tegel und Reinickendorf. | Julius-Leber-Kaserne · St. Louis-Kirche                                                                                     |
| Leopoldplatz (Lage)                | 0480 × 90, durch eine Straße geteilt | Leopold I. (1676–1747), Fürst von Anhalt-Dessau und preußischer General | 2. Apr. 1891        | Um 1862 angelegter Platz, der zuerst Platz J hieß. Nach Plänen von Hermann Mächtig in drei Etappen gestaltet, im 20. und 21. Jahrhundert mehrfach verändert. Auffällig ist die Bebauung mit zwei Kirchen, der Alten und der Neuen Nazarethkirche. | Nazarethkirche am Leopoldplatz                                                                                              |
| Liebenwalder Straße (Lage)         | 0610                                 | Liebenwalde, Stadt im Landkreis Oberhavel in Brandenburg | 7. Jan. 1874        | Angelegt 1827 als Neue Straße, später Straße 8, Abt. X/1 des Bebauungsplans. Ab 1874 Liebenwalder Straße. Sie verbindet die Malplaquetstraße mit der Reinickendorfer Straße. Die ehemalige Zinkgießerei in der Nr. 2/3 ist das letzte Beispiel einer vorstädtischen Bebauung im Wedding. Weiterhin befindet sich hier das ehemalige Osram-Werk B. | Liebenwalder Straße |
| Limburger Straße (Lage)            | 0590                                 | Limbourg, Stadt in der belgischen Provinz Lüttich | 18. Juli 1907       | Bei ihrer Anlage war sie die Straße 15, Abt. X/1 des Bebauungsplans. Sie führt von der Müllerstraße bis zur Amrumer Straße. Die Teile der Straße am Rathaus Wedding und vor der TFH sind Fußgängerzonen. | Limburger Straße Haus Beuth                                                                                                 |
| Lindower Straße (Lage)             | 0280                                 | Lindow, Stadt im Landkreis Ostprignitz-Ruppin in Brandenburg | 7. Dez. 1864        | Der erste Name war Straße 55, Abt. XI des Bebauungsplans. Sie verläuft von der Müllerstraße am S-Bahnhof Wedding zum Nettelbeckplatz, wo sie als Sackgasse endet. | Lindower Straße |
| Liverpooler Straße (Lage)          | 0270                                 | Liverpool, Hafenstadt in England | 1. Juni 1910        | Die Liverpooler Straße wurde als Straße 86c, Abt. X/1 des Bebauungsplans angelegt. Sie verbindet an der Ostseite des Domfriedhofs die Müllerstraße mit der Edinburger Straße. Die Wohnanlage ist ein gelistetes Baudenkmal. | Liverpooler Straße |
| Londoner Straße (Lage)             | 0640                                 | London, Hauptstadt des Vereinigten Königreichs | 1. Juni 1910        | Bei ihrer Anlage war sie die Straße 29, Abt. X/1 des Bebauungsplans. Am 15. März 1939 wurde der Teil südlich der Müllerstraße in Petersallee umbenannt. | Londoner Straße |
| Louise-Schroeder-Platz (Lage)      | 0180 × 90                            | Louise Schroeder (1887–1957), Oberbürgermeisterin von Berlin | 4. Juni 1958        | Er entstand als Platz H, Abt. X/2 des Bebauungsplans. Von 1905 bis 1958 hieß der nach König Oskar II. von Schweden Oskarplatz. Er liegt zu beiden Seiten der Markstraße. | Louise-Schroeder-Platz |
| Lütticher Straße (Lage)            | 0480                                 | Lüttich, Provinzhauptstadt in Belgien | 15. Sep. 1906       | Sie war vor ihrer Benennung die Straße 14, Abt. XI des Bebauungsplans. Sie verläuft von der Seestraße bis zur Luxemburger Straße, der Teil vor der TFH ist verkehrsberuhigt. Das Haus Beuth der Technischen Fachhochschule sowie die Ernst-Schering-Gesamtschule sind gelistete Baudenkmale. | Lütticher Straße BHT Haus Beuth                                                                                             |
| Luxemburger Straße (Lage)          | 0800                                 | Luxemburg, Hauptstadt des Großherzogtums Luxemburg oder Luxemburg, belgische Provinz | 18. Juli 1907       | Zuerst war sie die Straße 13, Abt. X/1 des Bebauungsplans. Die Straße reichte ursprünglich nur bis Trift-, Lütticher und Samoastraße. Durch den Bau der Technischen Fachhochschule wurden Straßenführungen verändert und am 3. April 1963 die Verlängerung bis zur Amrumer Straße ebenso benannt. Das Motiv für die Benennung der Straße ist nicht ganz geklärt. Am 18. Juli 1907 wurden in diesem Gebiet mehrere Straßen nach geografischen Namen in Belgien benannt. Es ist deshalb möglich, dass die Luxemburger Straße die südostbelgische Provinz in Wallonien als Namensgeber hat. Das Gebäude Gauß der TFH von 1964 ist ein gelistetes Baudenkmal. | Blick von der Luxemburger Straße auf die Kreuzung mit der Müllerstraße · Beuth-Hochschule                                   |
| Lynarstraße (Lage)                 | 0710                                 | Rochus zu Lynar (1525–1596), Offizier und Baumeister | 2. Apr. 1891        | Sie wurde als Straße 5, Abt. X/1 des Bebauungsplans angelegt und verbindet die Müllerstraße mit dem Nordufer am Stadtbahnviadukt. Weitere Lynarstraßen gibt es in den Berliner Ortsteilen Grunewald und Spandau. | Lynarstraße |
| Maji-Maji-Allee (Lage)             | 0150                                 | Maji-Maji-Aufstand, Kolonialkrieg im Süden Deutsch-Ostafrikas | 23. Aug. 2024       | Sie verläuft vom Manga-Bell-Platz bis zur Windhuker Straße und entstand aus der Umbenennung des südwestlichen Abschnitts der Petersallee. | |
| Malplaquetstraße (Lage)            | 0500                                 | Malplaquet, Dorf in Nordfrankreich, 1709 Ort der Schlacht bei Malplaquet im Spanischen Erbfolgekrieg                                                                                              | 2. Apr. 1891        | Bei ihrer Anlage Straße 45, Abt. X/1 des Bebauungsplans, führt sie von der Seestraße zur Nazarethkirchstraße. An der Ecke Liebenwalder Straße liegt das 1904–1906 erbaute Karl-Schrader-Haus, das zu den beispielgebenden genossenschaftlichen Reformwohnungsbauten des frühen 20. Jahrhunderts gehört. Es wurde nach dem Gründer der Berliner Baugenossenschaft eG Karl Schrader benannt. | Malplaquetstraße Karl-Schrader-Haus · Malplaquetstraße Karl-Schrader-Haus                                                   |
| Manga-Bell-Platz (Lage)            | 0150 × 110                           | Emily (1881–1936) und Rudolf Manga Bell (1873–1914), Königspaar der Duala in Kamerun | 17. Nov. 2022       | Er wurde als Platz Z, Abt. X des Bebauungsplans angelegt und am 12. Mai 1910 nach Gustav Nachtigal benannt. Er wird von der Afrikanischen Straße durchquert, unterbricht die Togostraße und die Petersallee und ist das Zentrum des Afrikanischen Viertels der Friedrich-Ebert-Siedlung. Die 1937 bis 1939 entstandene Erweiterung der Siedlung entspricht den traditionellen Vorstellungen der Zeit des Nationalsozialismus. Um die Häuserzeilen der Friedrich-Ebert-Siedlung zu verdecken, entstand eine Überbauung der Togostraße. Nach einem Beschluss der Bezirksverordnetenversammlung Berlin-Mitte vom April 2018 wurde der Nachtigalplatz 2022 nach Emily und Rudolf Manga Bell benannt, die eine zentrale Rolle im Widerstand der Duala gegen die deutsche Kolonialherrschaft spielten. | Manga-Bell-Platz |
| Markstraße (Lage)                  | 0360 (im Ortsteil)                   | Mark Brandenburg | vor 1877            | Das Straßenland und die Ostseite der Straße liegen im Ortsteil Reinickendorf. Am 8. März 1957 wurde ein parallel verlaufender Teil zwischen Frauenfelder Weg und Ungarnstraße im Zuge der Bebauung der Siedlung „Schillerhöhe“ ebenso benannt. | Markstraße |
| Martha-Ndumbe-Platz (Lage)         | 0120 × 80 (Dreiecksform)             | Martha Ndumbe (1902–1945), schwarze deutsche Frau | 12. Okt. 2025       | Er wurde als Platz M, Abt. X/2 des Bebauungsplans angelegt und am 1. Mai 1884 nach Joachim Nettelbeck (1738–1824), einem Befürworter der deutschen Kolonialpolitik, benannt. Von 1981 bis 1987 wurde der Platz umgestaltet und die Verkehrsführung der Reinickendorfer Straße in einen Teil der Pankstraße verschwenkt. Die Pankstraße mündete zuvor ebenfalls in den Platz. Auch die Gerichtstraße wurde dabei für den Durchgangsverkehr gesperrt. Den Mittelpunkt des Platzes bildet heute der Brunnen mit der Figurengruppe Tanz auf dem Vulkan. | Nettelbeckplatz |
| Max-Josef-Metzger-Platz (Lage)     | 0160 × 160 (Dreiecksform)            | Max Josef Metzger (1887–1944), Theologe und Widerstandskämpfer | 21. Apr. 1994       | Bei der Anlage Platz C, Abt. X/1 des Bebauungsplans. Vom 3. Dezember 1887 bis 21. April 1994 Courbièreplatz. Auf dem dreieckigen Platz zwischen Müller- und Gerichtstraße befindet sich die Trümmerschuttstele von Gerhard Schultze-Seehof zur Erinnerung an die Aufbauleistungen der Trümmerfrauen. | Max-Josef-Metzger-Platz mit Trümmerstele                                                                                    |
| Maxstraße (Lage)                   | 0420                                 | Max, männlicher Vorname | 22. Sep. 1872       | Der erste Name war Straße 52, Abt. X/1 des Bebauungsplans. Sie verläuft von der Groninger- zur Adolfstraße. Markantestes Gebäude ist die ehemalige Wittler Brotfabrik von 1928, das heute als Gesundheits- und Pflegezentrum genutzt wird. | Maxstraße |
| Mettmannplatz (Lage)               | 0170 × 120 (Dreiecksform)            | Mettmann, Kreisstadt des gleichnamigen Kreises in Nordrhein-Westfalen | 11. Juli 1986       | Der Mettmannplatz ist eine Grünfläche zwischen Nordufer, Tegeler Straße und Stadtbahnviadukt, der in den 1980er Jahren als Teil der Uferpromenade am Berlin-Spandauer Schifffahrtskanal angelegt wurde. Er wird von der Eisenbahnbrücke der Nord-Süd-Fernbahn, dem sogenannten Überflieger überquert. | Mettmannplatz |
| Mohasistraße (Lage)                | 0110                                 | Mohasisee (Lake Muhazi), See in Ruanda | 6. Aug. 1937        | Sie ist eine von der Swakopmunder Straße abzweigende Erschließungsstraße der Friedrich-Ebert-Siedlung. | Mohasistraße |
| Müllerstraße (Lage)                | 3700                                 | rund 25 Mühlen, die vor allem um den heutigen Weddingplatz standen und den dortigen Müllern dienten                                                                                               | 1827                | Die vorher als Ruppiner Heerweg bekannte und seit 1827 in Müllerstraße umbenannte Verbindung ist eine der drei Hauptverkehrsstraßen durch den Ortsteil. Sie reicht vom Südosten (Fortsetzung der Chausseestraße) bis zur Scharnweberstraße im Nordwesten im Bezirk Reinickendorf. Auf ihrer ganzen Länge wird die Straße von der Linie U6 unterfahren. In der Müllerstraße liegen (von Süd nach Nord) die Stationen Reinickendorfer Straße, Wedding, Leopoldplatz, Seestraße, Rehberge sowie Afrikanische Straße mit der U-Bahn-Hauptwerkstatt. Der südliche Teil wird vom Bürokomplex der Bayer Schering Pharma (ehemals Schering AG) dominiert. Nach der Unterquerung S-Bahnhofs Berlin-Wedding finden sich nur noch Wohn- und Geschäftsbauten. Hier liegen viele Einrichtungen der Infrastruktur, wie das Rathaus Wedding, die Müllerhalle, das Paul-Gerhardt-Stift oder das Centre Culturel Français. Am nördlichen Ende liegt die Friedrich-Ebert-Siedlung. | Schering Bürogebäude in der Müllerstraße · Rathaus Wedding in der Müllerstraße · Müllerstraße Müllerhalle · BVG-Betriebshof |
| Nazarethkirchstraße (Lage)         | 0490                                 | Alte Nazarethkirche | 29. Nov. 1876       | Im Bebauungsplan war sie die Straße 48, Abt. X/1. Sie verbindet die Müllerstraße mit der Hochstädter Straße an der nordwestlichen Seite des Leopoldplatzes. | Nazarethkirchstraße |
| Nordufer (Lage)                    | 1270 + 830                           | Nördliche Uferstraße des Berlin-Spandauer Schifffahrtskanals | 6. Juni 1870        | Zuerst war sie die Straße 30, Abt. XI, des Bebauungsplans. Als nördliche Ufer-Straße am Berlin-Spandauer Schifffahrtskanal erhielt die Straße auf Vorschlag des Polizeipräsidiums ihren Namen. Sie verlief ursprünglich vom Tegeler Weg (heute Kurt-Schumacher-Damm, Höhe Hinckeldeybrücke) über Seestraße bis zur Fennstraße. Westlich der Seestraße wurde sie bald darauf stark verkürzt und vom Kanalufer weggeführt, die genaue Führung hat mehrfach gewechselt. Östlich der Seestraße wird sie zunächst durch den Eckernförder Platz unterbrochen. An der Föhrer Straße befindet sich das 1897 errichtete Robert Koch-Institut. und die vom Berliner Spar- und Bauverein errichtete Wohnanlage zwischen Buchstraße, Nordufer und Fehmarner Straße. Am Pekinger Platz ist die Straße verkehrsberuhigt. Weiters ist der Teil zwischen S-Bahn-Viadukt und Fennstraße ebenfalls ein Fußweg. | Nordufer · Robert Koch-Institut Haupteingang                                                                                |
| Ofener Straße (Lage)               | 0270                                 | Ofen, deutscher Name der Stadt Buda, seit 1873 Teil von Budapest in Ungarn | 8. März 1892        | Angelegt wurde sie als Straße 84, Abt. X/1 des Bebauungsplans. Sie verbindet die Müllerstraße mit der Edinburger Straße. Vor dem hier liegenden Schulkomplex der Winkelried- und Hans-Bredow-Oberschule ist die Straße für den Durchgangsverkehr gesperrt. Der Sportplatz in dem Block wird gemeinsam mit dem Lessing-Gymnasium genutzt. | Ofener Straße |
| Ostender Straße (Lage)             | 0750                                 | Ostende, Hafenstadt in Belgien | 28. Juni 1907       | Bei der Erstbenennung war sie die Straße 18a, Abt. X/1 des Bebauungsplans. Sie führt von der Amrumer Straße zur Müllerstraße. Die Wohnanlage Ostender Straße ist ein gelistetes Baudenkmal. | Ostender Straße Haus Beuth · Ostender Straße Wohnanlage                                                                     |
| Otawistraße (Lage)                 | 0500                                 | Otavi, Ort in Namibia | 16. Okt. 1911       | Sie wurde als Straße 22a, Abt. X des Bebauungsplans angelegt und führt von der Müllerstraße zur Afrikanischen Straße. Die im Block Otawi-, Togo-, Sansibar- und Afrikanische Straße liegende Wohnanlage von 1929 ist ein gelistetes Baudenkmal. | Otawistraße |
| Oudenarder Straße (Lage)           | 0520                                 | Oudenaarde, Stadt in Belgien, 1708 Ort der Schlacht bei Oudenaarde im Spanischen Erbfolgekrieg | 24. Juni 1893       | Bei ihrer Anlage war sie die Straße 32a, Abt. X/1 des Bebauungsplans. Der Teil der Indischen Straße zwischen Seestraße und Oudenarder erhielt am 10. März 1995 im Rahmen der Anlage des Wilhelm-Hasenclever-Platzes ebenfalls diesen Namen. Zu beiden Seiten der Straße befinden sich Teile des in mehreren Bauabschnitten errichteten Osram Werk B, das seit den 1990er Jahren als Gewerbehof benutzt wird. | Osram Werk B · Oudenarder Straße                                                                                            |
| Oxforder Straße (Lage)             | 0140                                 | Oxford, Universitätsstadt in England | 1. Sep. 1926        | Sie entstand als Straße 85, Abt. X des Bebauungsplans in der Siedlung Schillerpark. Die Gartenanlagen sind ebenfalls ein gelistetes Baudenkmal. | Gartenanlage Oxforder Straße                                                                                                |
| Pasewalker Straße (Lage)           | 0160                                 | Pasewalk, Stadt im Landkreis Vorpommern-Greifswald in Mecklenburg-Vorpommern | 2. Apr. 1891        | Die Erstbenennung war Straße 53a, Abt. X/1 des Bebauungsplans. Sie verbindet die Gerichtstraße mit der Plantagenstraße. | Pasewalker Straße |
| Pekinger Platz (Lage)              | 0120 × 70 (Dreiecksform)             | Peking, Hauptstadt von China | 13. Sep. 1905       | Bei seiner Anlage war er Platz A IV, Abt. XI des Bebauungsplans. Der Name erinnert an die militärische Besetzung Pekings (Boxeraufstand) durch Truppen der Großmächte im Herbst 1900. | Pekinger Platz |
| Petersallee (Lage)                 | 055                                  | Hans Peters (1896–1966), Jurist, Politiker und Widerstandskämpfer | 23. Juli 1986       | Ursprünglich war sie Teil der Londoner Straße. Im Jahr 1939 fand eine Umbenennung nach dem Kolonialpolitiker Carl Peters in Petersallee statt. Am 15. April 1986 beschloss die Bezirksverordnetenversammlung die Benennungsgrundlage zu ändern. Am 23. Juli 1986 wurden die Erläuterungsschilder vom Tiefbauamt Wedding angebracht, auf denen der Namensgeber Hans Peters genannt wird. Eine Umbenennung im eigentlichen Sinne lag nicht vor. Die Straße führt von der Müllerstraße zur Windhuker Straße durch die Friedrich-Ebert-Siedlung. Nach einem Beschluss im April 2018 wurde der nordöstliche Abschnitt Richtung Müllerstraße nach der namibischen Unabhängigkeitsaktivistin Anna Mungunda benannt und der südwestliche Abschnitt Richtung Windhuker Straße heißt seitdem Maji-Maji-Allee und erinnert damit an den Maji-Maji-Aufstand. Nach verschiedenen rechtlichen Auseinandersetzungen erfolgten die Umbenennungen im August 2024. | Petersallee |
| Plantagenstraße (Lage)             | 0420                                 | eine hier früher vorhandene Baumschule, Plantage genannt | 1827                | Sie verläuft von der Ruheplatzstraße zur Reinickendorfer Straße. Sie war bereits auf der Karte von 1827 namentlich verzeichnet. | Plantagenstraße |
| Prinz-Eugen-Straße (Lage)          | 0330                                 | Prinz Eugen von Savoyen (1663–1736), österreichischer Reichsfeldmarschall | 12. Apr. 1889       | Bei ihrer Anlage war sie die Straße 51, Abt. X des Bebauungsplans. Sie verbindet die Schulstraße mit der Plantagenstraße. | Prinz-Eugen-Straße |
| Reinickendorfer Straße (Lage)      | 1900                                 | Reinickendorf, Ortsteil von Berlin, bis 1920 eigenständige Gemeinde | um 1861             | Sie war zuvor als Weg nach Oranienburg in einem Plan von 1701 verzeichnet. Auf der Karte von 1877 war in ihrer nördlichen Trasse bis zum damals noch nicht benannten Oskarplatz (seit 1958 Louise-Schroeder-Platz) die Markstraße eingezeichnet. Am 1. Januar 1986 wurde ein Teil der Pankstraße im Zuge der Umgestaltung des Nettelbeckplatzes in die Reinickendorfer Straße einbezogen. Die Ostseite der Straße liegt im Ortsteil Gesundbrunnen. | Reinickendorfer Straße |
| Ruheplatzstraße (Lage)             | 0360                                 | hier liegende Friedhöfe | um 1827             | Die Straße entstand bei der Parzellierung Weddings um 1827. Auf der Karte von 1827 war die Straße bereits namentlich eingezeichnet. Sie verbindet an der Ostseite des Urnenfriedhofs die Gerichtstraße mit der Schulstraße. Das Gebäude Nr. 3 ist ein gelistetes Baudenkmal. | Ruheplatzstraße |
| Sambesistraße (Lage)               | 0230                                 | Sambesi, Fluss im südlichen Afrika | 6. Juli 1927        | Die Straße im Afrikanischen Viertel wurde als Straße 113 des Bebauungsplans angelegt. Sie verbindet Afrikanische Straße und Senegalstraße. | Sambesistraße |
| Samoastraße (Lage)                 | 0360                                 | Deutsch-Samoa, ehemalige deutsche Kolonie im westlichen Teil der Samoainseln | 23. Aug. 1905       | Bei ihrer Anlage war sie die Straße 7c, Abt. X/1 des Bebauungsplans. Auf der Karte von 1897 ist dort ein Lagerhaus verzeichnet. Markantestes Bauwerk ist die Osterkirche von 1911. | Osterkirche in der Samoastraße                                                                                              |
| Sansibarstraße (Lage)              | 0540                                 | Sansibar, Teilstaat von Tansania in Ostafrika | 19. Dez. 1912       | Die Erstbenennung war Straße 28b, Abt. X/1 des Bebauungsplans. Die Straße verbindet die Afrikanische Straße mit der Müllerstraße. Die Wohnanlage von 1925 ist ein gelistetes Baudenkmal. | Sansibarstraße |
| Scharnweberstraße (Lage)           | 0140 (im Ortsteil)                   | Georg Scharnweber (1816–1894), Jurist und Landrat des Landkreises Niederbarnim | vor 1888            | Vom 18. Jahrhundert bis 1888 wurde sie als Tegeler Chaussee bezeichnet. Der größte Teil der Straße liegt im Ortsteil Reinickendorf. Zu Wedding gehören nur die Hausnummern 159 und 160 mit dem hier vorhandenen Schul-Umwelt-Zentrum Mitte und der Düne Wedding. | Scharnweberstraße Eingang zum Schulgarten                                                                                   |
| Schererstraße (Lage)               | 0150                                 | Wilhelm Scherer (1841–1886), Germanist und Schriftsteller | 18. Juni 1907       | Sie entstand als Straße 54, Abt. X/1 des Bebauungsplans und verbindet die Maxstraße mit der Reinickendorfer Straße. | Schererstraße |
| Schillerhof (Lage)                 | 0130                                 | Friedrich Schiller (1759–1805), Dichter | nach 1925           | Sie entstand bei Errichtung der Siedlung Schillerhof zwischen 1925 und 1927. | Schillerhof-Siedlung |
| Schöningstraße (Lage)              | 0270                                 | Hans Adam von Schöning (1641–1696), Gouverneur von Berlin Generalfeldmarschall | 18. Jan. 1892       | Die Straße zwischen Müllerstraße und Edinburger Straße entstand als Straße 85, Abt. X/1 des Bebauungsplans. Das Lessing-Gymnasium in dieser Straße ist ein gelistetes Baudenkmal. | Lessing-Gymnasium in der Schöningstraße                                                                                     |
| Schulstraße (Lage)                 | 0790 (im Ortsteil)                   | erste Volksschule in Wedding, 1821 errichtet | um 1827             | Die Straße entstand 1827 bei der Parzellierung der Ländereien zunächst als Feldweg, der erst 1890 teilweise gepflastert wurde. Der nordöstliche Abschnitt der Straße verläuft im Ortsteil Gesundbrunnen. Die Schulstraße ist die nördliche Fortsetzung der Luxemburger Straße. Am Ende des Zweiten Weltkriegs bildeten 1945 bei der Schlacht um Berlin die Schul-, See- und Badstraße tagelang die Hauptkampflinie dabei wurden nahezu alle Gebäude zerstört oder schwer beschädigt. | Schulstraße am Leopoldplatz                                                                                                 |
| Schwyzer Straße (Lage)             | 0720                                 | Schwyz, Kanton in der Schweiz | 28. März 1958       | Die Straße entstand bei der Anlage der Siedlung „Schillerhöhe“ in den 1950er Jahren. Der ursprüngliche Hobrecht-Plan wurde für diesen Bereich bereits in den 1920er Jahren aufgegeben. Die Straße verläuft von der Barfusstraße bis zur Brienzer Straße. Hier befindet sich das Oberstufenzentrum Gesundheit 1. Die 1956 errichtete St. Aloysius-Kirche ist ein gelistetes Baudenkmal. | Schwyzer Straße · Schwyzer Straße St. Aloysius-Kirche                                                                       |
| Seestraße (Lage)                   | 2780 (im Ortsteil)                   | Plötzensee | um 1827             | Die Straße wurde bei der Parzellierung der Kämmereiheide angelegt. Auf der Karte von 1827 ist sie bereits namentlich genannt. Ihre Bebauung begann erst um 1907. Am 15. November 1957 wurde der in Reinickendorf liegende Teil der Seestraße von Oskarplatz (heute Louise-Schroeder-Platz) bis Letteallee in Reginhardstraße umbenannt. Der westliche Abschnitt der Straße verläuft in den Ortsteilen Moabit und Charlottenburg Nord. Die 3,2 Kilometer lange Seestraße ist die wichtigste Nord-Süd-Verbindung im Wedding und Teil des offenen Straßenringes um die Berliner Innenstadt. Ihr südliches Ende am Westhafen geht in die A 100 über. Baudenkmale sind das ehemalige Osram-Werk B, die Kapernaumkirche, das Institut für Gärungsgewerbe, das Mietshaus Seestraße 99 sowie der Kiosk Seestraße 93. Auf dem Urnenfriedhof Seestraße sind elf Opfer des Aufstandes vom 17. Juni begraben, auf dem benachbarten Städtischen Friedhof das vermutlich erste Todesopfer an der Berliner Mauer Ida Siekmann. Am Ende des Zweiten Weltkriegs bildeten 1945 bei der Schlacht um Berlin die Schul-, See- und Badstraße tagelang die Hauptkampflinie, dabei wurden nahezu alle Gebäude zerstört oder schwer beschädigt. | Kapernaumkirche in der Seestraße · Seestraße / Ecke Afrikanische Straße                                                     |
| Sellerstraße (Lage)                | 0480                                 | früher hier vorhandener Sellerteich | 1827                | Die Straße entstand bei der Parzellierung der Ländereien 1827 und hieß bereits zuvor Am Sellerteich. Sie verbindet die Müllerstraße über die Nordhafenbrücke mit der Heidestraße in Moabit und ist Teil der B 96. Im Jahre 1859 wurde in dieser Straße der erste Teil der III. Städtischen Gasanstalt in Betrieb genommen. Hier befindet sich das 1967 fertiggestellte Erika-Heß-Eisstadion. Das Laborgebäude der Schering AG und das Umspannwerk der BEWAG, sind gelistete Baudenkmale. | Sellerstraße Schering |
| Senegalstraße (Lage)               | 0330                                 | Senegal, Staat und Fluss in Westafrika | 6. Juli 1927        | Die Straße im Afrikanischen Viertel war die Straße 106 des Bebauungsplans. Sie verbindet Transvaalstraße und die Tangastraße. | Senegalstraße |
| Sparrplatz (Lage)                  | 0230 × 50                            | Otto Christoph von Sparr (1599–1668), brandenburgischer Generalfeldmarschall und Reichsgraf | 4. Aug. 1897        | Bei seiner Anlage war er der Platz B und Straße 4a, Abt. XI des Bebauungsplans. Zu beiden Seiten liegt eine Fahrbahn der Sparrstraße. Für das Gebiet um den Sparrplatz, den Sprengelkiez, gibt es ein Quartiersmanagement-Programm. | Sparrplatz |
| Sparrstraße (Lage)                 | 0240                                 | Otto Christoph von Sparr (1599–1668), brandenburgischer Generalfeldmarschall und Reichsgraf | 8. Jan. 1892        | Sie entstand als Straße 8, Abt. X/1 des Bebauungsplans. Im Zuge von Sanierungsmaßnahmen wurden die westliche Straßenseite und der Abschnitt zwischen Sprengelstraße und Triftstraße entwidmet. Die östliche Straßenseite endet als Sackgasse. | Sparrstraße |
| Sprengelstraße (Lage)              | 0600                                 | Christian Konrad Sprengel (1750–1816), Pädagoge und Botaniker | 4. Aug. 1897        | Sie entstand als Straße 7, Abt. XI des Bebauungsplans. Am 13. September 1905 wurde auch der Abschnitt Straße 7a, Abt. X/1 des Bebauungsplans Sprengelstraße benannt. Sie verläuft von der Torfstraße zur verkehrsberuhigten Sparrstraße und endet dort als Sackgasse. Die Osterkirche von 1911 ist ein gelistetes Baudenkmal. | Sprengelstraße |
| Swakopmunder Straße (Lage)         | 0450                                 | Swakopmund, Stadt in Namibia | 1. Juni 1910        | Sie entstand als Straße 21a, Abt. X/1 des Bebauungsplans im Afrikanischen Viertel und führt von der Afrikanischen Straße zum Volkspark Rehberge, wo sie in die Windhuker Straße übergeht. Sie erschließt die Friedrich-Ebert-Siedlung. | Swakopmunder Straße |
| Sylter Straße (Lage)               | 0350                                 | Sylt, deutsche Nordseeinsel | 4. Aug. 1897        | Sie wurde als Straße 10b, Abt. X des Bebauungsplans als Verbindung zwischen Seestraße und Nordufer angelegt. | Sylter Straße |
| Syrische Straße (Lage)             | 0220                                 | Syrien, Staat in Vorderasien | 6. Juli 1927        | Sie entstand als Straße 32c des Bebauungsplans zwischen Seestraße und Ungarnstraße. Ihre Verlängerung westlich der Ungarnstraße wurde am 10. April 1931 ebenfalls in Syrische Straße benannt. Dieser Teil wurde beim Bau der Gottfried-Röhl-Grundschule wieder eingezogen. Sie liegt in der in den 1950er Jahren errichteten Siedlung „Schillerhöhe“. | Syrische Straße |
| Tangastraße (Lage)                 | 0190                                 | Tanga, Stadt in Tansania | 6. Juli 1927        | Die Straße im Afrikanischen Viertel war die Straße 107 des Bebauungsplans. Sie verbindet Afrikanische Straße und Senegalstraße. | Tangastraße |
| Tegeler Straße (Lage)              | 0810                                 | Tegel, Ortsteil von Berlin, bis 1920 eigenständige Gemeinde | 12. Aug. 1864       | Die Straße existierte bereits vor Herausgabe des Bebauungsplans. Sie verbindet die Triftstraße mit der Fennstraße. Die hier vorhandene Brüder-Grimm-Grundschule von 1910 ist ein gelistetes Baudenkmal. An der Luxemburger Straße befindet sich der Abenteuerspielplatz TELUX und die Weddinger Kinderfarm. | Tegeler Straße |
| Tessiner Weg (Lage)                | 0120                                 | Kanton Tessin in der Schweiz | 28. Nov. 1959       | Der Tessiner Weg ist eine kurze Anliegerstraße zur Erschließung der Häuserblocks in der Siedlung „Schillerhöhe“, die von der Winkelriedstraße abzweigt. | Tessiner Weg |
| Themsestraße (Lage)                | 0600                                 | Themse, Fluss in England | 26. Sep. 1929       | Angelegt wurde sie als Straße 73 des Bebauungsplans. Sie verlief ursprünglich von der Belfaster Straße bis zur Londoner Straße. Am 27. Oktober 1965 wurde die Straße 86, die südliche Seite der Londoner Straße, ebenfalls so benannt. Sie führte nun von der Holländer Straße bis zur Müllerstraße. Der ursprüngliche Teil an der Rückseite des Straßenbahn-Betriebshofes Müllerstraße wurde beim Umbau zum Omnibus-Betriebshof entwidmet und dient seitdem als Abstell- und Wendefläche für die Busse. Bei Errichtung des Centre Culturel Français wurde der Teil an der Müllerstraße zu einem Parkplatz umgebaut und der Straßenverlauf zur Londoner Straße verschwenkt. | Themsestraße |
| Togostraße (Lage)                  | 1240 + 290                           | Togo, ehemalige deutsche Kolonie in Westafrika | 30. Apr. 1899       | Sie entstand als Straße 26A, Abt. X/1 des Bebauungsplans im Afrikanischen Viertel und verläuft von der Seestraße bis zur Swakopmunder Straße. Dabei wird sie durch den Manga-Bell-Platz und durch den Sportplatz zwischen Kongostraße und Transvaalstraße unterbrochen. Sie führt durch die Friedrich-Ebert-Siedlung und durch die Wohnanlage Sansibarstraße. | Togostraße · Togostraße 32                                                                                                  |
| Torfstraße (Lage)                  | 0320                                 | torfhaltige Wiesen, die sich früher in dieser Gegend befanden | 1832                | Die Straße wurde 1832 angelegt, 1836 war sie auf einer Karte namentlich eingezeichnet. Sie gehörte zur Parochie vor dem Rosenthaler Tor. Am 6. August 1872 wurde die Straße, die damals von Trift- bis Invalidenstraße führte, geteilt: Von Triftstraße bis zur Bahn behielt sie den Namen Torfstraße, von Fennstraße bis Invalidenstraße bekam sie den Namen Lehrter Straße. Dieser einheitliche Straßenzug war durch die Torfstraßenbrücke über den Berlin-Spandauer Schifffahrtskanal verbunden. Der Hauptteil der Torfstraße befindet sich heute noch in Wedding. Durch Bahn- und Betriebsanlagen wurde die Straße in Moabit immer mehr reduziert, sodass das verbliebene Stück am 1. Mai 1988 mit den Grundstücken 32–33 an das angrenzende Friedrich-Krause-Ufer angeschlossen wurde. Die im Zweiten Weltkrieg stark beschädigte Brücke wurde 1968 durch einen Neubau ersetzt, der aber bereits 1980 wieder abgebrochen wurde. Etwas westlich versetzt entstand 1979/80 der Torfstraßensteg. | Torfstraße |
| Tourcoing Straße (Lage)            | 0240                                 | Tourcoing, Partnerstadt des Bezirks Wedding in Nordfrankreich | 1. Dez. 2000        | Sie liegt zwischen Allee du Stade und Charles-Corcelle-Ring in der Cité Joffre, die bis zum Abzug der französischen Truppen von französischen Militärangehörigen bewohnt war. Die Schreibweise des Straßennamens entspricht nicht den Regeln der deutschen Rechtschreibung. | Tourcoing Straße |
| Transvaalstraße (Lage)             | 1260                                 | Transvaal, ehemalige Republik, britische Kolonie und südafrikanische Provinz | 28. Juni 1907       | Sie wurde als Straße 28a, Abt. X/1 des Bebauungsplans zwischen Müllerstraße und Afrikanischer Straße angelegt. Am 30. Januar 1933 wurde der Teil zwischen Dohnagestell und Afrikanischer Straße, die Straße 114, ebenfalls so benannt. Dieser führt durch den Volkspark Rehberge. | Transvaalstraße |
| Triftstraße (Lage)                 | 0940                                 | Magistratstrift, die sich früher bis hierhin erstreckte | 1827                | Sie bestand bereits im 18. Jahrhundert als Feldweg und wurde 1823 als Lehm-Chaussee befestigt. Der Name wurde nach der damals vorhandenen großen Magistratstrift, bis zu der diese Straße führte, gewählt. Auf der Karte von 1827 ist sie bereits namentlich eingezeichnet. Damals allerdings bedeutend länger als heute, verlief sie vom Vorwerk Wedding, über die Torfstraße hinaus nach Moabit. Um 1700 hieß die Straße Weg nach Fehrbellin und Ruppin. Vor der Verbreiterung der Luxemburger Straße im Zuge des Baus der U-Bahnlinie 9 war die Triftstraße die Hauptdurchgangsstraße. In den 1970er Jahren wurde sie an der Torfstraße für den Durchgangsverkehr gesperrt. | Triftstraße |
| Türkenstraße (Lage)                | 0270                                 | Türkei, Staat in Vorderasien und Europa | 13. Apr. 1904       | Sie wurde als Straße 33, Abt. X/1 des Bebauungsplans angelegt und verbindet die Müllerstraße mit der Edinburger Straße. In diesem Block befindet sich die U-Bahn-Hauptwerkstatt. | Türkenstraße |
| Turiner Straße (Lage)              | 0600                                 | Turin, Hauptstadt der italienischen Region Piemont | 17. März 1893       | Bei ihrer Anlage hieß sie Straße 44, Abt. X/1 des Bebauungsplans. Sie verbindet die Seestraße mit der Schulstraße. Auf der Nr. 9 – 17 liegt der ehemalige Garnisonsfriedhof Müllerstraße. | Turiner Straße |
| Ugandastraße (Lage)                | 0200                                 | Uganda, Staat in Ostafrika | 6. Juli 1927        | Die Straße im Afrikanischen Viertel war die Straße 109 des Bebauungsplans. Sie verbindet Afrikanische Straße und Senegalstraße. | Ugandastraße |
| Ungarnstraße (Lage)                | 1290                                 | Ungarn, Staat in Mitteleuropa | 23. Aug. 1905       | Bei ihrer Erstbenennung hieß sie Straße 36, Abt. X/1 des Bebauungsplans und verlief von der Müllerstraße bis zur Syrischen Straße. Bei Errichtung der Siedlung „Schillerhöhe“ wurde sie bis zur Markstraße verlängert und am 8. März 1957 ebenso benannt. An der Müllerstraße liegt die U-Bahn-Hauptwerkstatt. Nach dem Schillerpark folgt der Fußballplatz von SV Nord Wedding 1893 (ehemals Rapide Wedding) und die Gottfried-Röhl-Grundschule von 1964. Am nordöstlichen Ende liegt das Kombibad Seestraße. | Ungarnstraße · Ungarnstraße Einkaufszentrum                                                                                 |
| Usambarastraße (Lage)              | 0170                                 | Usambara-Berge, Gebirgszug in Ostafrika | 23. Sep. 1938       | Die kurze Erschließungsstraße zwischen Afrikanischer Straße und Petersallee entstand beim Bau der Wohnanlage am Manga-Bell-Platz. | Usambarastraße |
| Utrechter Straße (Lage)            | 0550                                 | Utrecht, Provinzhauptstadt in den Niederlanden | 12. Mai 1893        | Sie wurde als Straße 43, Abt. X/1 des Bebauungsplans angelegt und verläuft zunächst von der Müllerstraße bis zur Turiner Straße. Am 13. September 1905 erhielt die Straße 43a, Abt.X/1 zwischen Turiner und Maxstraße ebenfalls den Namen Utrechter Straße. Am 27. Juli 1933 wurde die Utrechter Straße in Wagnitzstraße umbenannt, nach einem Hitlerjugend-Mitglied, der bei einer Auseinandersetzung in einem Lokal in der Silvesternacht 1932/1933 hier getötet wurde. Am 31. Juli 1947 erhielt sie ihren ursprünglichen Namen zurück. Die hier liegende Rübezahl-Grundschule und Karl-Bröger-Hauptschule von 1918 ist ein gelistetes Baudenkmal. | Utrechter Straße · Utrechter Straße                                                                                         |
| Walderseestraße (Lage)             | 0300                                 | Alfred von Waldersee (1832–1904), preußischer Generalfeldmarschall und Politiker | vor 1897            | Sie entstand zwischen 1889 und 1897 und lag damals noch in Reinickendorf. Erst seit der Bezirksreform von 1938 gelangte der Südteil zum Bezirk Wedding. Sie bildet heute die Grenze zum Ortsteil Reinickendorf, zu dem das Straßenland und die Nordseite der Straße gehören. | Walderseestraße |
| Weddingplatz (Lage)                | 0120 × 80 (Dreiecksform)             | Vorwerk und Dorf Wedding | 5. Sep. 1835        | Er war vom Anfang des 19. Jahrhunderts bis 1835 als Kirchplatz bekannt. 1835 erhielt er seinen heutigen Namen, weil er auf dem Gebiet des ehemaligen Vorwerks Wedding lag. Auf dem Platz zwischen Fennstraße, Reinickendorfer Straße und Müllerstraße befindet sich die 1972 von Fritz Bornemann errichtete Dankeskirche. | Dankes-Kirche |
| Wilhelm-Hasenclever-Platz (Lage)   | 050 × 50 (Dreiecksform)              | Wilhelm Hasenclever (1837–1889), sozialdemokratischer Publizist und Politiker | 12. Juli 1994       | Der zuvor unbenannte Platz entstand durch Entwidmung der Oudenarder Straße zwischen See- und Indischer Straße und gleichzeitiger Einbeziehung dieses Teils der Indischen Straße in die Oudenarder Straße. | Wilhelm-Hasenclever-Platz                                                                                                   |
| Willdenowstraße (Lage)             | 0360                                 | Carl Ludwig Willdenow (1765–1812), Botaniker | 17. März 1891       | Sie entstand als Straße 2, Abt. X/1 des Bebauungsplans und ist die Verbindung zwischen Lynar- und Triftstraße. Die beiden an der Willdenow- und in der Trift-/ Müllerstraße liegende „Hermann-Herzog-“ und „Trift-Grundschule“ ist ein gelistetes Baudenkmal. | Wildenowstraße |
| Windhuker Straße (Lage)            | 0270                                 | deutscher Name von Windhoek, Hauptstadt von Namibia | 1. Juni 1910        | Bei ihrer Anlage war sie die Straße 21a, Abt. X/1 des Bebauungsplans. Sie verläuft von der Afrikanischen Straße am Volkspark Rehberge zur Swakopmunder Straße durch die Friedrich-Ebert-Siedlung. | Windhuker Straße |
| Windsorer Straße (Lage)            | 0130                                 | Windsor, Stadt in England | 9. Aug. 1929        | Sie entstand als Straße 85a, Abt. X des Bebauungsplans in der Siedlung Schillerpark und verbindet die Bristolstraße mit der Corker Straße. | Wohnanlage Windsorer Straße                                                                                                 |
| Winkelriedstraße (Lage)            | 0250                                 | Arnold Winkelried († angeblich 1386), Schweizer Nationalheld | 4. Aug. 1930        | Die Winkelriedstraße entstand bei der Anlage der Schillerhofsiedlung. | Winkelriedstraße |
| Zeppelinplatz (Lage)               | 0120 × 100                           | Ferdinand von Zeppelin (1838–1917), Luftschiffpionier | 1. Juni 1910        | Er hieß bei seiner Anlage Platz D, Abt. X/1 des Bebauungsplans. Mit der Benennung eines Verkehrswegs oder eines Platzes nach Graf Zeppelin wollte der Berliner Magistrat vor allem der Luftschiffkatastrophe von Echterdingen im August 1908 gedenken, bei der das Luftschiff LZ 4 zerstört wurde. | Zeppelinplatz |

## Weitere Örtlichkeiten im Wedding

### Wohnsiedlungen
- Afrikanisches Viertel
- Friedrich-Ebert-Siedlung

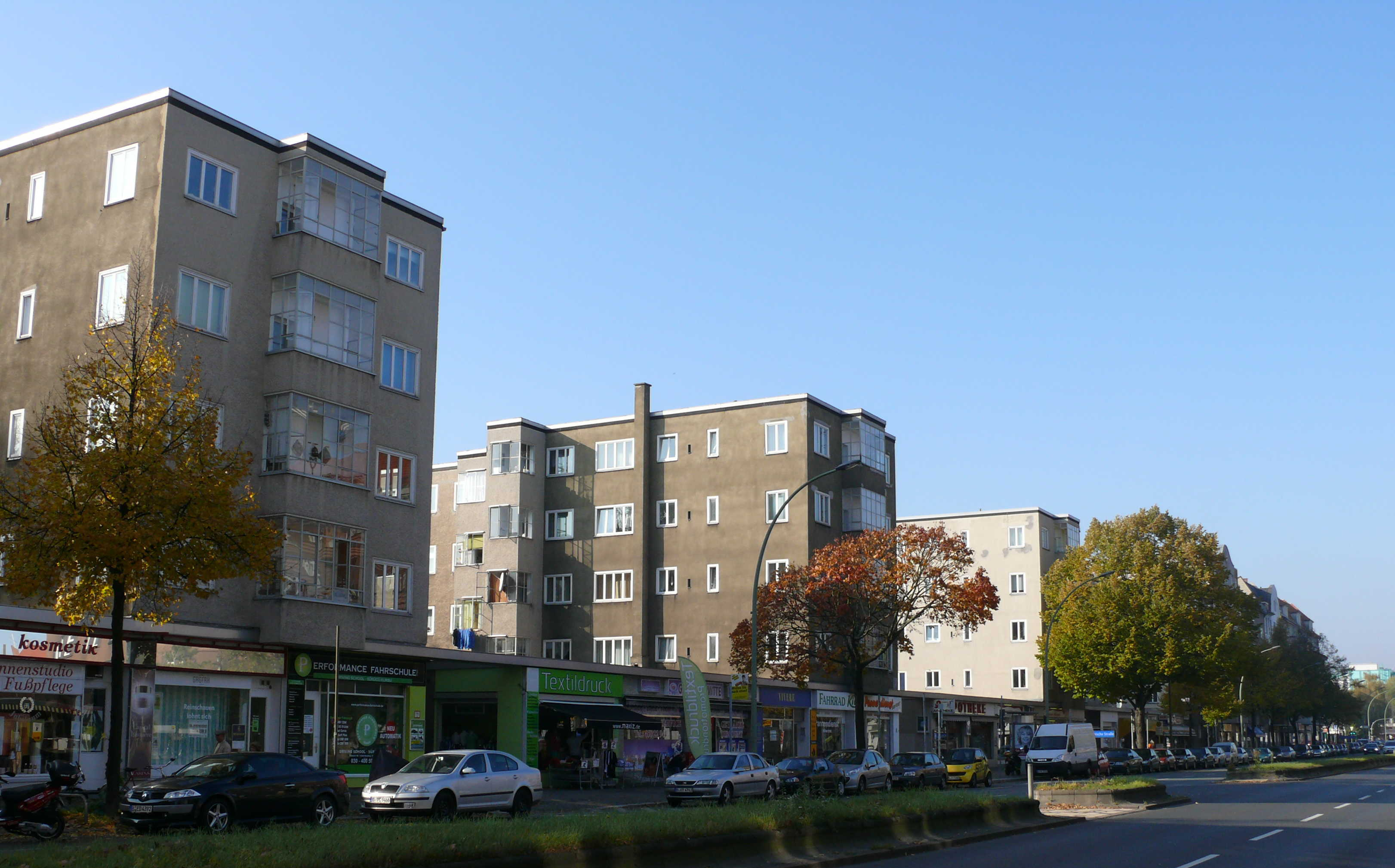
Afrikanisches Viertel in der Müllerstraße

- Siedlung Schillerpark, gehört zum UNESCO-Welterbe
- Siedlung „Schillerhöhe“ (Ungarnstraße – Brienzer Straße – Schwyzer Straße)
- Brüsseler Kiez
- Sprengelkiez

### Kleingartenanlagen (Kolonien)
Im Ortsteil befinden sich nach der Fläche fast 75 Prozent und nach Parzellenanzahl 70 Prozent der Kleingartenanlagen im Bezirk Mitte. Die Kleingärten sind mit einer Sortierzahl im Kleingartenentwicklungsplan (KGEP) und mit einer Straßennummer im Regionalen Bezugssystem (RBS) mit Bezug als Postanschrift notiert.
- Kolonie ‚Berg und Tal‘ (Belfaster Straße 34/36, KGEP: 103, RBS: 6197, Lage): Die 13 Parzellen auf 4.964 m² landeseigenem Pachtland sind als Dauerkleingartenanlage im Entwicklungsplan eingetragen.[91] Die Anlage liegt westlich an der KGA ‚Nordpol‘ und ‚Sonntagsfreude‘.

- BLW – Unterbezirk Gesundbrunnen ‚Gruppe Wedding‘ (Lynarstraße, KGEP: 1200, RBS: 6538, Lage): Die Bahnlandwirtschaft mit 24 Parzellen auf 3.970 m² befindet sich nördlich der Bahnlinie in Höhe Sparrplatz, am Abzweig von Ringbahn und Hamburger Bahn.[92]

- Kolonie ‚Freudental 1908‘ (Dubliner Straße 69, KGEP: 1005, RBS: 6333, Lage): die Dauerkleingartenanlage[91] liegt an der Bezirksgrenze zu Reinickendorf in Verlängerung des Domfriedhofs II mit 106 Parzellen auf 37.450 m² Landesfläche. Die KGA liegt im Englischen Viertel, „auf drei öffentlichen Wegen können Besucher die Schönheit der Gärten genießen.“[93]

- Kolonie ‚Kamerun‘ (Afrikanische/Kameruner Straße, KGEP: 1008, RBS: 6477, Lage): Diese kleine Dauerkleingartenanlage[91] mit 15 Parzellen liegt an der Nordwestecke der Kameruner mit der Afrikanischen Straße auf 4086 m² landeseigener Fläche. Darf eine

- Kolonie ‚Klein Afrika‘ (Afrikanische/Windhuker Straße, KGEP: 1009, RBS: 6499, Lage): Diese Anlage liegt zwischen Afrikanischer Straße und Möwensee (Volkspark Rehberge) mit 29 Parzellen auf 8.012 m², sodass der Hauptweg in Verlängerung der Windhuker Straße liegt. Die Dauerkleingartenanlage liegt auf Pachtland Berlins.[91]

- Kolonie ‚Lüttich‘ (Lütticher Straße 9, KGEP: 1010, RBS: 6339, Lage) auf 2.853 m² mit 13 Parzellen ist es eine kleine Daueranlage[91] die hinter den Grundstücken innerhalb des Karrees Lütticher, Brüsseler, Amrumer, Seestraße liegt.

- Kolonie ‚Nordpol II‘ (Londoner Straße, KGEP: 1012, RBS: 16204, Lage) ist eine Dauerkleingartenanlage[91] mit 66 Parzellen auf 23.210 Landesfläche. Um den Mövenweg liegt diese KGA im Nordosten der Gartenfläche mit den KGA ‚Berg und Tal‘ und ‚Sonntagsfreude‘. Die Kolonie ‚Nordpol‘ wurde zur Abgrenzung am 29. Dezember 1988 zu KGA ‚Nordpol II‘ umbenannt.

- Kolonie ‚Plötzensee‘ (Nordufer 33/34, KGEP: 1015, RBS: 6623, Lage) Die KGA liegt am Südrand des Ortsteils am Hohenzollernkanal entlang zwischen Kanal und dem Friedhof am Plötzensee und St. Johannis- und Heilandskirchhof. Die 61 Parzellen auf 34.256 m² privatem Pachtland gelten nach Entwicklungsplan als hochgesicherte Kleingärten.[94] Zur Kolonie gehören noch 136 Parzellen auf 49.144 m² landeseigenem Land mit dem Status[95] als dauerhaft gesicherte fiktive[96] Anlage. Mit den Privatgartenwegen Verlängertes Nordufer (längs als Hauptweg), Nelken-, Narzissen-, Dornen-, Dahlienweg und Im Winkel (quer dazu), Margaritenweg (parallel dazu) und nach Nordwest in der Cité Joffré schließt sich die KGA ‚Napoleon‘ an.

- Kolonie ‚Quartier Napoleon‘ (Charles-Corcelle-Ring, KGEP: 1016, RBS: 9201, Lage) südlich der Julius-Leber-Kaserne zum Stade Napoleon in der Cité Joffré befinden sich 190 Parzellen der Dauerkleingartenanlage auf 74.785 m² Landesland.[91] Die Gartenwege als Privatwege liegen von West nach Ost: Ameisen-, Birken-, Cedern-, Dachs-, Eichen-, Fuchs-, Grillen-, Hasen-, Igel-, Jäger-, Kiefern-, Lerchen-, Marder-, Nußbaum-, Ottern-, Pirolweg. Eine Parzelle auf 208 m² wurde als Öko-Parzelle in der Kolonie ‚Quartier Napoleon‘ organisiert. Die Umbenennung der Kolonie in KGA ‚Quartier Napoleon‘ erfolgte am 4. August 2004.

- Kolonie ‚Rehberge‘ (Swakopmunder Straße, KGEP: 1017, RBS: 6634, Lage): Diese Anlage liegt zwischen Schwarzem Graben westlich vom Volkspark Rehberge auf landeseigenem Pachtland. Auf 141.529 m² sind 476 Parzellen als fiktive Dauerkleingartenanlage gesichert.[95]

- Kolonie ‚Sonntagsfreude‘ (Londoner Straße 33, KGEP: 1021, RBS: 6714, Lage) ist eine dauerhaft gesicherte KGA mit 43 Parzellen auf 15.730 m² Landesland.[91] Sie liegt im Südwesten der Kleingärten zwischen Belfaster und Londoner Straße am Nordrand des Ortsteils.

- Kolonie ‚Steinwinkel‘ (Charles-Corcelle-Ring, KGEP: 1022, RBS: 6647, Lage) biete 23 Parzellen Fläche auf 7.610 m² landeseigenem Land. Diese fiktive[96] Dauerkolonie[95] liegt in einem Bogen vom Schwarzen Graben westlich vom Wildschweingehege im Volkspark Rehberge und grenzt an die Julius-Leber-Kaserne.

- Kolonie ‚Togo‘ (Müllerstraße 102–122, KGEP: 1023, RBS: 6769, Lage): Diese Daueranlage[91] besitzt 167 Parzellen auf einer landeseigenen Fläche von 59.169 m². Sie liegt zwischen Müller- und Togostraße sowie Petersallee und Otawistraße auf der Innenfläche hinter den Wohnhäusern. Die „Dauerkolonie Togo e. V.“ ist nach der Togostraße benannt, hieß aber bis 1939 „Zur fröhlichen Rehberge“.[97]

- Kolonie ‚Virchow‘ (Luxemburger Straße, KGEP: 1024, RBS: 6785, Lage) liegt südöstlich der Luxemburger im Winkel zur Tegeler Straße. Die 23 Parzellen auf 5.450 m² ist im Kleingartenentwicklungsplan in der Sicherungsstufe der zeitlich gesicherte Kleingärten[98] geführt.

### Parks und sonstige Anlagen
- Erika-Heß-Eisstadion
- Goethepark
- Schillerpark
- Sprengelpark
- Volkspark Rehberge

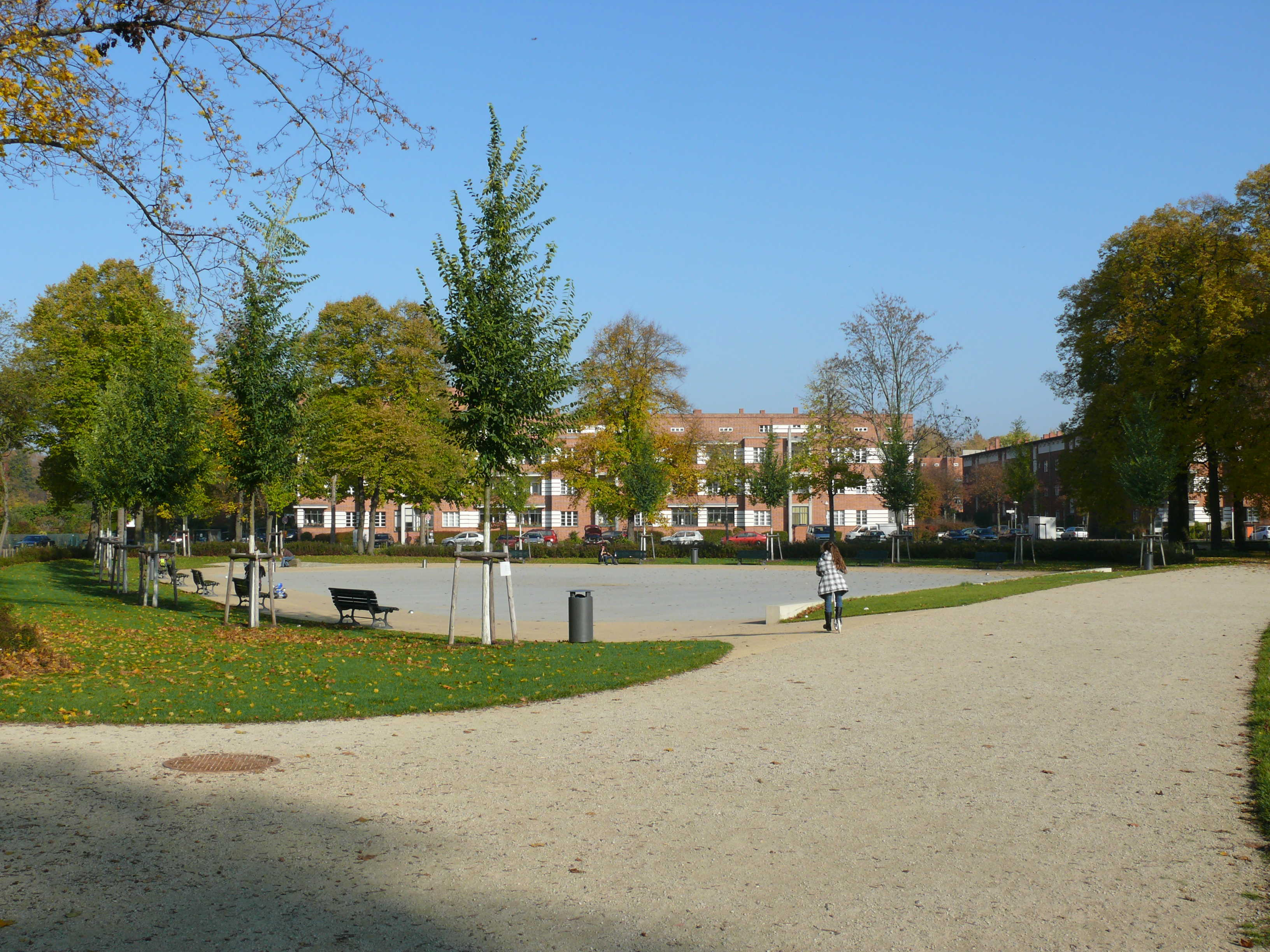
Schillerpark mit Bristolstraße im Hintergrund

- Campus Virchow-Klinikum (CVK) der Charité
- Julius-Leber-Kaserne
- Zentraler Festplatz